# Championnats d'Europe de pentathlon moderne
Les Championnats d'Europe de pentathlon moderne sont une compétition internationale de pentathlon moderne se tenant annuellement depuis 1987 sous l'égide de l'Union internationale de pentathlon moderne (UIPM). 

## Éditions
Le tableau ci-dessous présente les éditions des championnats d'Europe ainsi que ses villes organisatrices associées.
| Édition | Année | Ville organisatrice Hommes           | Ville organisatrice Femmes |
| ------- | ----- | ------------------------------------ | -------------------------- |
| I       | 1987  | Berlin Ouest ( Allemagne de l'Ouest) |                            |
| II      | 1989  | Umeå ( Suède)                        | Modena ( Italie)           |
| III     | 1991  | Rome ( Italie)                       | Sofia ( Bulgarie)          |
| IV      | 1993  | Sofia ( Bulgarie)                    | Györ ( Hongrie)            |
| V       | 1995  | San Benedetto del Tronto ( Italie)   | Berlin ( Allemagne)        |
| VI      | 1997  | Székesfehérvár ( Hongrie)            | Moscou ( Russie)           |
| VII     | 1998  | Uppsala ( Suède)                     | Varsovie ( Pologne)        |
| VIII    | 1999  | Drzonków ( Pologne)                  | Tampere ( Finlande)        |
| IX      | 2000  | Székesfehérvár ( Hongrie)            | Székesfehérvár ( Hongrie)  |
| X       | 2001  | Sofia ( Bulgarie)                    | Sofia ( Bulgarie)          |
| XI      | 2002  | Ústí nad Labem ( Tchéquie)           | Ústí nad Labem ( Tchéquie) |
| XII     | 2003  | Ústí nad Labem ( Tchéquie)           | Ústí nad Labem ( Tchéquie) |
| XIII    | 2004  | Albena ( Bulgarie)                   | Albena ( Bulgarie)         |
| XIV     | 2005  | Montepulciano ( Italie)              | Montepulciano ( Italie)    |
| XV      | 2006  | Budapest ( Hongrie)                  | Budapest ( Hongrie)        |
| XVI     | 2007  | Riga ( Lettonie)                     | Riga ( Lettonie)           |
| XVII    | 2008  | Moscou ( Russie)                     | Moscou ( Russie)           |
| XVIII   | 2009  | Leipzig ( Allemagne)                 | Leipzig ( Allemagne)       |
| XIX     | 2010  | Debrecen ( Hongrie)                  | Debrecen ( Hongrie)        |
| XX      | 2011  | Medway ( Royaume-Uni)                | Medway ( Royaume-Uni)      |
| XXI     | 2012  | Sofia ( Bulgarie)                    | Sofia ( Bulgarie)          |
| XXII    | 2013  | Drzonków ( Pologne)                  | Drzonków ( Pologne)        |
| XXIII   | 2014  | Székesfehérvár ( Hongrie)            | Székesfehérvár ( Hongrie)  |
| XXIV    | 2015  | Bath ( Royaume-Uni)                  | Bath ( Royaume-Uni)        |
| XXV     | 2016  | Sofia ( Bulgarie)                    | Sofia ( Bulgarie)          |
| XXVI    | 2017  | Minsk ( Biélorussie)                 | Minsk ( Biélorussie)       |
| XXVII   | 2018  | Székesfehérvár ( Hongrie)            | Székesfehérvár ( Hongrie)  |
| XXVIII  | 2019  | Bath ( Royaume-Uni)                  | Bath ( Royaume-Uni)        |
| XXIX    | 2021  | Nijni Novgorod ( Russie)             | Nijni Novgorod ( Russie)   |
| XXX     | 2022  | Székesfehérvár ( Hongrie)            | Székesfehérvár ( Hongrie)  |
| XXX     | 2023  | Cracovie ( Pologne)                  | Cracovie ( Pologne)        |

## Tableau des médailles
Mis à jour après les championnats d'Europe 2021
| Rang  | Nation           | Or  | Argent | Bronze | Total |
| ----- | ---------------- | --- | ------ | ------ | ----- |
| 1     | Hongrie          | 44  | 31     | 24     | 99    |
| 2     | Russie           | 30  | 22     | 24     | 76    |
| 3     | Grande-Bretagne  | 18  | 15     | 11     | 44    |
| 4     | Lituanie         | 16  | 10     | 7      | 32    |
| 5     | France           | 13  | 17     | 9      | 39    |
| 6     | Allemagne        | 9   | 14     | 9      | 32    |
| 7     | Italie           | 9   | 12     | 18     | 39    |
| 8     | Pologne          | 8   | 14     | 22     | 44    |
| 9     | Biélorussie      | 7   | 12     | 15     | 34    |
| 10    | Tchéquie         | 7   | 9      | 14     | 30    |
| —     | Union soviétique | 6   | 1      | 2      | 9     |
| 11    | Ukraine          | 4   | 10     | 8      | 22    |
| 12    | Irlande          | 1   | 2      | 0      | 3     |
| 13    | Estonie          | 1   | 0      | 0      | 1     |
| 14    | Suède            | 0   | 1      | 3      | 4     |
| 15    | Lettonie         | 0   | 1      | 2      | 3     |
| 16    | Roumanie         | 0   | 1      | 1      | 2     |
| —     | Tchécoslovaquie  | 0   | 1      | 0      | 1     |
| 17    | Turquie          | 0   | 0      | 2      | 2     |
| 18    | Bulgarie         | 0   | 0      | 1      | 1     |
| 18    | Grèce            | 0   | 0      | 1      | 1     |
| Total | Total            | 173 | 173    | 173    | 519   |